# Sejtenik miuzik & romantik loff
Sejtenik Miuzik & Romantik Loff – drugi album szczecińskiej formacji Pogodno, ukazał się w roku 2001 za pośrednictwem Noff Records. 21 kwietnia 2017 roku ukazała się reedycja płyty nakładem Sony Music.

## Lista Utworów
1. Oglądamy Się – 4:40
2. Wieża – 4:06
3. Romszagit – 0:49
4. Pani W Obuwniczym – 3:39
5. Sopot Kot – 0:38
6. Kot (Szybki) + Lot Kot – 5:06
7. Elvis (Kot Nowicy) – 0:36
8. Dabus – 6:19
9. Strona B – 0:11
10. 3 Chłopców – 6:43
11. Just 5 – 0:26
12. Lusterko – 4:51
13. Supersonic – 3:43
14. Jaz – 3:41
15. Dmdc – 9:47
16. Rozpierdalacz – 3:29

## Skład Zespołu
- Jacek Szymkiewicz – gitara, wokal
- Jarosław Kozłowski – perkusja
- Michał Pfeiff – bas
- Marcin Macuk – instrumenty klawiszowe

## Współpracownicy
- producent wykonawczy – Andrzej Paweł Wojciechowski
- realizator dźwięku – Grzegorz Piwkowski
- projekt okładki – Ezhiel & Pani Mao